# Karel Robětín
Karel Fuchs-Robětín (Praga, 25 de janeiro de 1889 - 14 de outubro de 1941) foi um tenista da Boémia.
Karel Robětín participou dos Jogos Olímpicos de 1912.